# Fungicid
Fungicidi so kemična sredstva, ki se uporabljajo za zatiranje gliv. Večina fungicidov človeku ni nevarnih. Kljub temu obstajajo fungicidi, ki so zdravju škodljivi in se danes v kmetijstvu ne uporabljajo več.
Po načinu delovanja ločimo:
- Kontaktni fungicidi - delujejo samo ob stiku fungicida z glivo (kurativa)
- Polsistemični fungicidi - delujejo ob stiku fungicida z glivo in tako, da preko por preidejo v rastlino, od koder delujejo še več tednov (kurativa in preventiva)
- Sistemični fungicidi - delujejo samo iz sistema rastline (preventiva)

Po kemični sestavi ločimo:
- Anorganske fungicide
- Organske fungicide

Največji delež predstavljajo fungicidi na osnovi žvepla in bakra, ostalo so organski sintetični fungicidi, manjši delež pa je na osnovi parazitskih gliv. 
Po vrstah ločimo fungicide še v pet skupin:
- heksaklorobenzen,
- ditiokarbamati,
- ftalimidi,
- organske spojine živega srebra,
- pentaklorofenol

Podatki porabe fungicidov v Sloveniji:
Vse podatke o proizvodnji in prodaji FFS v Sloveniji zbira in ureja Fitosanitarna republika Slovenije.
Ker je v Sloveniji značilen velik odstotek trajnih nasadov, kot so sadovnjaki in vinogradi, je poraba FFS na hektar precej večja, kot na primer v državah kjer večji del poljščin predstavljajo žitarice.
Vseeno je poraba FFS v Sloveniji na hektar podobna ostalim državam EU-15 s podobno strukturo gojenih rastlin in podobnimi pridelovalnimi razmerami.